# Burg Sandomierz
Das Königsschloss Sandomir (polnisch Zamek królewski w Sandomierzu) ist eine Burganlage an der Altstadt von Sandomierz über der Weichsel in der polnischen Woiwodschaft Heiligkreuz.

## Geschichte
Die Burg Sandomir geht auf den Herzog Heinrich von Sandomir zurück, der Mitte des 12. Jahrhunderts den Sitz seines Herzogtums hierher verlegte. Zu dieser Zeit bestand hier wahrscheinlich ein romanischer Palast. Sandomierz wurde bei dem Tatarensturm 1241 zerstört und bei dem Einfall der Litauer in den 1340er Jahren belagert. 1349 ließ König Kasimir der Große die Burg im Stil der Backsteingotik ausbauen. Sie zählte zu seinen Lieblingsburgen, er war hier insgesamt 18 Mal und verbrachte zusammengerechnet 25 Monate auf der Burg.
1389 nahm König Władysław II. Jagiełło auf der Burg den Lehnseid von seinem Bruder Lengvenis Algirdaitis für die Republik Nowgorod entgegen. 1395 schloss Władysław II. Jagiełło auf der Burg einen Beistandsvertrag mit den pommerschen Herzögen Bogislaw VIII. und Swantibor I. König Kasimir IV. Andreas baute die Burg im 15. Jahrhundert weiter aus. Seine Ehefrau Elisabeth von Habsburg gebar hier Barbara von Polen, die spätere Ehefrau von Georg dem Bärtige von Sachsen. Ab 1513 ließ König Sigismund der Alte die Burg zu einem Renaissance-Schloss ausbauen. Baumeister war Benedikt von Sandomir, der bereits zuvor das Königsschloss auf dem Wawel in Krakau für König Sigismund zu einem Renaissance-Schloss umgestaltet hatte. Die Arbeiten wurden später von dem Humanisten Ioannes Visliciensis beaufsichtigt. 1548 organisierte der Großkronhetman Jan Amor Tarnowski die Heirat des Großkanzlers von Litauen Mikołaj Radziwiłł Czarny mit der Fürstin Elżbieta Szydłowiecka auf dem Schloss, bei der König Sigismund II. August und seine Mutter Bona Sforza anwesend waren. Sigismund II. August ließ das Schloss in den Jahren 1564–1566 von Meister Klimunt weiter ausbauen.
Während der Schwedischen Sintflut besetzten die Schweden unter Feldmarschall Robert Douglas das Königsschloss. Sie wurden von den Hetmanen Stefan Czarniecki und Jerzy Sebastian Lubomirski belagert. Bei ihrem Rückzug sprengten die Schweden 1656 das Schloss, bei der Explosion sollen ca. 500 Menschen zu Tode gekommen sein. Sodann wurde auf den Ruinen nur der Westflügel im Barockstil in den Jahren 1680–1688 unter König Johann III. Sobieski aufgebaut, der Rest des Schlosses wurde abgetragen. Während der Konföderation von Bar wurde das Schloss 1768 von russischen Truppen eingenommen, die es plünderten. Nach der Dritten Polnischen Teilung kam das Schloss an die Habsburger, die es im klassizistischen Stil umgestalteten und im 19. Jahrhundert als Gefängnis nutzten. Das Gefängnis im Schloss wurde erst 1959 geschlossen. Seit 1986 befindet sich das Schlossmuseum Sandomierz hier.